# Brun (ätter)
Brun, även Bruhn eller Bruun, är namnet på flera danska, norska och svenska adliga, samt borgerliga släkter. Den först kända medlemmen är Anders Jönsen Brun känd från 21 maj 1412 som tillhörde ätten ”af Langeland”.

## Brun (Sverige)
Brun i Sverige var en liten uradelsätt som är känd från 1324 genom Botwics Brun inflyttad från York i England till Sverige. Han fick sonen Sigge Botwinsson Brun (död 1394-1395), som var väpnare. Hans dotter Märta Siggesdotter (död ca 1452) var gift med Isak Isaksson (Banér) (död ca 1452).
En man Strango Bruun på Fyn är känd 13/12 1327 och förde samma vapen. Kaj Janzon har i artikeln Vapenlikhetsfällan gjort en kritisk genomgång av Jan Ranekes tidigare antaganden om släktskap.
Vapen
Blasonering: En delad sköld, en ginstam ¼ och en stam med 13 kulor ordnade 4-3-3-2-1. Okänd tinktur.

## Brun af Jylland
Brun II är en jylländsk uradelsätt som är känd från 1321 till 1435. Den först kända medlemmen är Petrus dictus Brun, filius Petri Elnæsun, omnämnd 12/1 eller 13/7 1321.
Vapen
Blasonering: En sköld med en upprest, eller halvt upprest heraldisk lilja i silver på en sköld med okänd tinktur.

## Brun av Skåne
Brun, även Bruun, (av Skåne) var en skånsk adelsätt känd ifrån 1540 genom Romell (Rasmus) Pedersen Brun (Bruun) till Brunsgård (Brunstorp), belägen i Vä socken, och gift med Bodil Clausdotter Gagge (känd 1540–1606) till Folkestrup. Det har antagits att släkten härstammar från den jylländska ätten Brun af Kongerslev, tidigare benämnt Kongstedlund.
Vapen
Blasonering: En kluven sköld med i dexter en halv örn och i sinister två bjälkar, samt på hjälmen två horn, eller en halv örn, med okänd tinktur.
Romell (Rasmus) Pedersen Brun fick sonen Claus Brun (död 1584) som bosatte sig med sina systrar i Marstrand. och döttrarna Sidsel Brun, Birgitta Brun, samt Anne Brun till Brunstrup. Knut Bildt till Morlanda och Lungegården var gift med nämnda Sidsel Brun.
Flera av ätten Bruns medlemmar, som Anders Helgesen, Björn Helgesen och Claus Eriksen, kallade sig Bruhn (även stavat Bruun, eller Brun) när de år 1625 och 1626 avlade ed som präster. Samtliga var de barn till Sidsel Clausdatter, respektive Margareta Clausdatter. Släkten kom redan under 1600-talet att inneha betydande jordegendomar i Bohus län.
Brunsläkten Bruhn skall i huvudsak under 1600-talet och början av 1700-talet fört en vapensköld med i silver en lilja i ginstammen och i stammen en ros på en sköld i guld. Ett exempel härpå är Margareta Torgersdotter Bruhns vapensköld med årtalet 1650 snidade på en kyrkbänk i Norums kyrka.

## Brun af Fyn
Brun (af Fyn) var en liten dansk ätt som enbart är känd mellan år 1447 till 1468.
Vapen
Blasonering: En sköld med tre lansspetsar, med okänd tinktur.
Ättens stamfader är väpnaren Hintze Brun som levde den 17 januari 1466 i Odense med hustrun Edele (död före 1468). Paret är begravna i Gråbrödre kyrka i Odense, varifrån deras gravsten blivit överflyttad till Vor Frue kyrka.
Niels Brun (känd 1447-1480) var borgmästare i Nästved 1468 och utfärdade tillsammans med kung Kristian en dekret till Länsstyrelsen i Själland om att ingen skulle fängslas enbart på grund av misstanke.

## Brun af Lolland
Brun (af Lolland) var en dansk uradelsätt känd från 1423 och utslocknad 1513.
Vapen
Blasonering: En silversköld med tre regnbågar i blått, gult och rött.
Jens Flow i Döllefjelde kallades Brun (död efter 1423). Släkten utslocknade med väpnaren Christen Brun i Meltofte (död efter 19/8 1513 före 1518).

## Brun af Langeland
Brun (af Langeland) var en dansk uradelsätt känd från 1412 till 1489. Anders Jönsen Brun dictus är känd från 21 maj 1412.
Vapen
Blasonering: En sköld med ett andreaskors med okänd tinktur.

## Brun af Kongerslev
Brun (af Kongerslev, tidigare Kongstedlund) är en dansk uradelsätt från Jylland känd från 1465 och utslocknad 1616.
Vapen
Blasonering: En sköld i silver med ett vädurshuvud i rött.
Ättens först kända medlem är Weyt Pedersen omnämnd 1465. Med skeppshövitsman Hans Brun till ”Tømmersøe” (Timmersjö med Brunstorp) i Harplinge socken utslocknade ätten.
Sätesgårdar inom ätten
Troels Dahlerup har slagit fast att ätten inte ägt sätesgården Kongstedlund före ca 1550.
Niels Brun och hans son skeppshövitsmanen Hans Brun var skrivna till Vidsted och Timmersö, vilken senare bestod av tre frälse mantal, varav en gård alltjämt kallas Brunstorp. Hans Brun byter till sig gården Vese (Vesie och Vetzö) i Bro socken, mot gårdar i Tanum och Hogdal socknar.

## Bruhn av Marstrand
Bruhn, även Brun, eller Bruun (av Marstrand) är en norsk borgar- och prästätt känd genom Claus Brun, Birgitte Brun och Sidsel Brun från början av 1600-talet, som har ursprung ur frälseätten Brun (av Skåne) från Brunsgård (Brunstorp) i Vä socken.
Vapen
Blasonering: En sköld i guld med en stam med en ros i silver och en ginstam med en heraldisk lilja i blått.
Knut Bildt till Morlanda och Lungegården var gift med nämnda Sidsel Bruun dotter till Romel Brun till Brunsgård. Genom Sidsel Clausdotter Brun uppstod borgar- och prästsläkten Bruhn.

### Medlemmar ur släkten
- Birgitte Rommelsdotter Brun född ca 1557, gift med Peder Knudsen Maaneskiold till Odnäs och Agervig.
- Claus Brun född ca 1550, gift med en Hansdotter Hindricks.
- Sidsel Rommelsdotter Brun till Möllinggård född ca 1560, gift med Knud Danielsson Bildt till Abildgård, Morlanda och Lungegård.
- Sidsel Clausdotter Brun född i Marstrand före 1574 gift med Helge Elias Torgierssøn Bruhn (känd 1565, död efter 1629), makarna begravda i Mariakyrkan i Marstrand.
- Ivar Helgesson Bruhn var borgmästare i Marstrand 1643-1665.[20]